# Адіґені (село)
Адіґені (груз. ადიგენი) — село в Грузії.
За даними перепису населення 2014 року в селі проживає 288 осіб.